# Castellanoa yaviensis
Castellanoa yaviensis är en amaryllisväxtart som beskrevs av Pierfelice Ravenna. Castellanoa yaviensis ingår i släktet Castellanoa och familjen amaryllisväxter. Inga underarter finns listade i Catalogue of Life.